# Difusão Europeia do Livro
Difusão Europeia do Livro (DIFEL) foi uma editora que se instalou no Brasil a partir de 1951 e que em 1996 foi incorporada a outras duas editoras, a Civilização Brasileira e a Bertrand, formando a BCD União de Editoras, posteriormente adquirida pela Editora Record. Atualmente a Difel é um dos selos do Grupo Editorial Record. A mesma sigla passou a ser usada, também, pela editora portuguesa Difusão Editorial S.A.

## Histórico
A Difel se instalou no Brasil em 1951, com capital suíço e português, adquirindo na época a filial brasileira da "Garnier Frères", então denominada "Briguiet-Garnier".
A Livraria Garnier fora fundada em 1844 por Baptiste Louis Garnier no Rio de Janeiro, inicialmente como uma filial da Garnier Frères, de Paris. Em 1934, após a morte de Baptiste, a Garnier entrou em decadência e foi comprada por Ferdinand Briguiet, passando a usar o nome Livraria Briguiet-Garnier, que durou até 1951, quando foi incorporada à Difel.
Em 1982, a Editora Civilização Brasileira passava por dificuldades e aceitou uma oferta da Difel para colaborar com sua firma, sendo que a Civilização Brasileira passou a ser distribuidora das edições da Difel no Rio de Janeiro, enquanto essa ficaria responsável pelas vendas da Civilização em São Paulo.
Em abril de 1996, a Difel, a Civilização Brasileira e a Bertrand uniram-se sob o nome de BCD União de Editoras, essa passando a ser dirigida por João Salomão e Rafael Golkorn. Em 1997, a BCD União de Editoras foi adquirida pelo Grupo Editorial Record. Relançada pela Record em 1999, a Difel atualmente é um dos selos da editora, dedicado à publicação de obras de referência, ensaios e biografias de grandes nomes da humanidade.

## Coleção "Saber Atual"
"Saber Atual" foi uma coleção de livros lançada pela Difel, a partir de 1954, que seguia o estilo, os temas, títulos e textos da Coleção "Que sais-je?", editada em Paris pela Presses Universitaires de France (PUF). A coleção expunha, de forma sucinta e estruturada, temas relevantes sobre o conhecimento humano nas mais diversas áreas, sob o olhar e a abordagem de especialistas, numa tentativa de trazer a público e, de certa forma popularizar, a síntese dos principais assuntos da formação cultural do homem. Os objetivos da coleção se prendiam a alguns critérios, tais como a introdução e a síntese sobre o assunto proposto, o olhar histórico para compreender o passado e a análise para a compreensão da atualidade. A Coleção Saber Atual foi publicada até o fim dos anos 70.